# Пожежна частина № 8
Пожежна станція, Гак і Драбина, Компанія 8 (англ. Firehouse, Hook & Ladder Company 8) — пожежна частина Департаменту пожежної охорони Нью-Йорка, розташована за адресою 14 Норд-Мур-стріт на перетині з Варік-стріт у районі Трайбека, Мангеттен, Нью-Йорк. Її екстер'єр став відомим завдяки появі у франшизі надприродних комедій «Мисливці за привидами».

## Історія
Пожежну станцію побудували у 1903 році після створення FDNY як базу для колишньої незалежної пожежної компанії «Гак і Драбина № 8». Будівлю спроєктував міський наглядач за будівництвом Александр Г. Стівенс як першу в серії пожежних станцій у стилі боз-ар. Спочатку будівля мала двоє воріт для виїзду пожежних машин, але у 1913 році її розміри скоротили наполовину через розширення Веріком-стріт.
Пожежники з Компанії № 8 були серед перших рятувальників, які відреагували на терористичні атаки 11 вересня 2001 року. У 2011 році станції загрожувало закриття через плани міської адміністрації закрити 20 пожежних частин із метою економії коштів. Проте після публічної кампанії на її захист, яку підтримали майбутній мер Білл де Блазіо та актор Стів Бушемі, який працював пожежником у Нью-Йорку з 1980 по 1984 рік, станція залишилася в експлуатації. У 2016—2018 роках у будівлі провели ремонт вартістю 6 мільйонів доларів.

## Місце знімань
Пожежна станція була обрана як база Мисливців за привидами у фільмі 1984 року після того, як ранній варіант сценарію передбачав, що Мисливці за привидами — будуть публічною службою, схожою на пожежну охорону. За повідомленнями, станцію вибрали тому, що сценарист і актор Ден Ейкройд добре знав цей район і йому подобалася ця будівля. Хоча екстер'єр станції знімали на місці в Нью-Йорку, інтер'єр бази Мисливців за привидами знімали в студії в Лос-Анджелесі та у пожежній станції № 23 — виведеній з експлуатації лос-анджелеській пожежній частині.
У перезапуску «Мисливців за привидами» 2016 року пожежна станція з'являється двічі. У «Мисливцях за привидами: З того світу» згадується, що станція стала кав'ярнею Starbucks, однак Вінстон Зеддемор викуповує будівлю у компанії, ремонтує командний автомобіль Ectomobile і доставляє його туди. Стара система утримання привидів досі залишається у підвалі.
Станція також з'являлася у фільмі «Метод Хітча» 2005 року, а також в епізодах серіалів «Сайнфелд» і «Як я зустрів вашу маму».
У 2021 році група The Buffalo Ghostbusters звернулася до фанатів по всьому світу з проханням зібрати гроші на нову повнорозмірну копію вивіски «Мисливців за привидами», яку вони згодом подарували пожежній станції. Сьогодні ця вивіска постійно висить над головним входом і приваблює багатьох шанувальників. Це започаткувало щорічний збір коштів зі святкуванням біля станції, яке проводиться кожного року в суботу, найближчу до 8 червня, щоб збігтися із «Днем Мисливців за привидами».

## Галерея

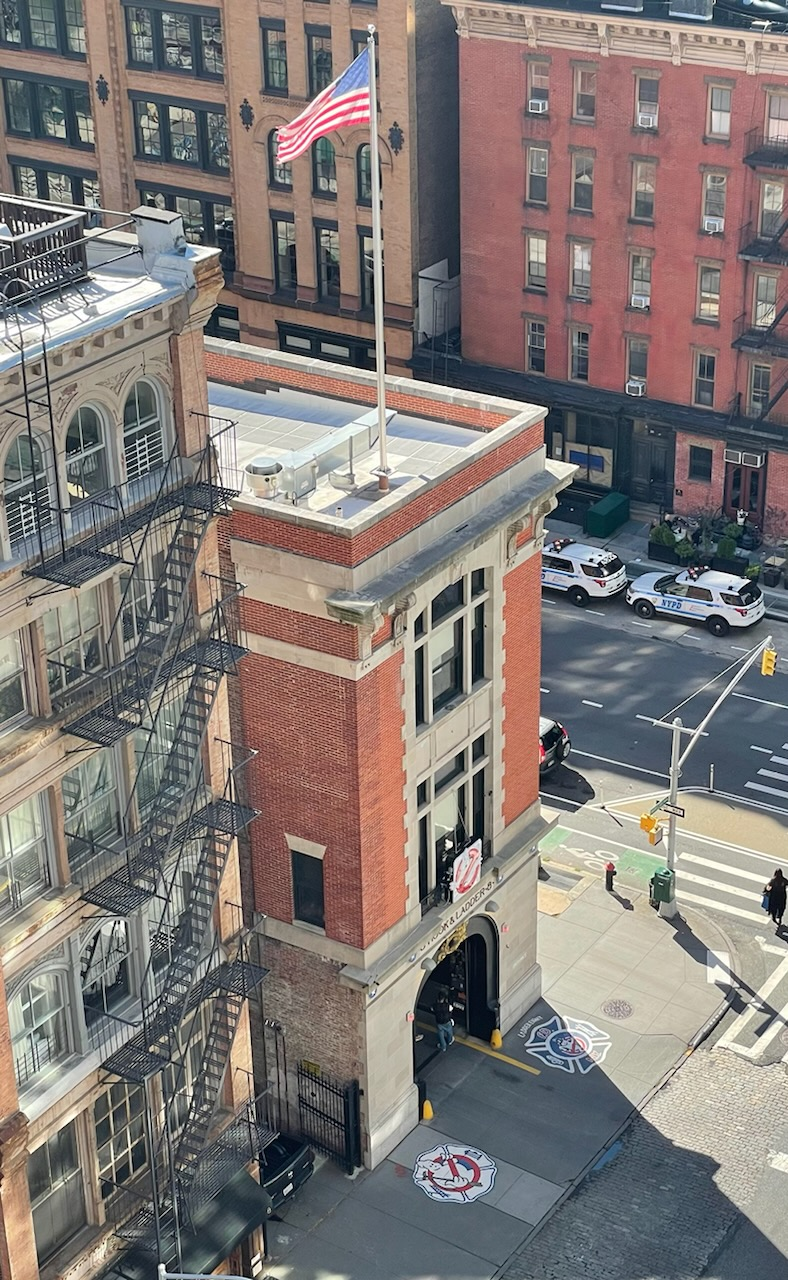
Фотографія будівлі з високого ракурсу, де видно також логотип Мисливців за привидами
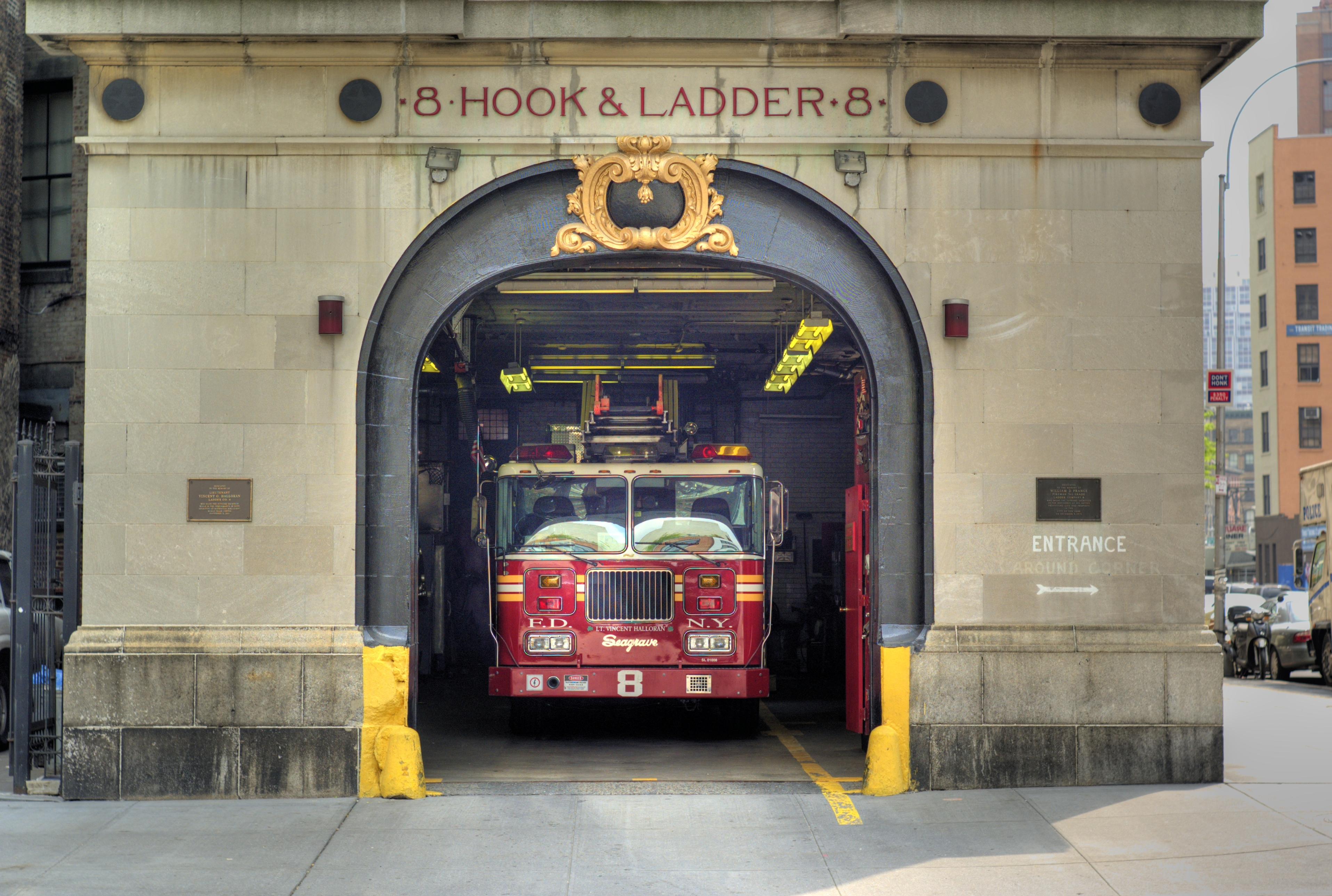
Головні ворота будівлі, де знаходиться вантажівка з драбиною
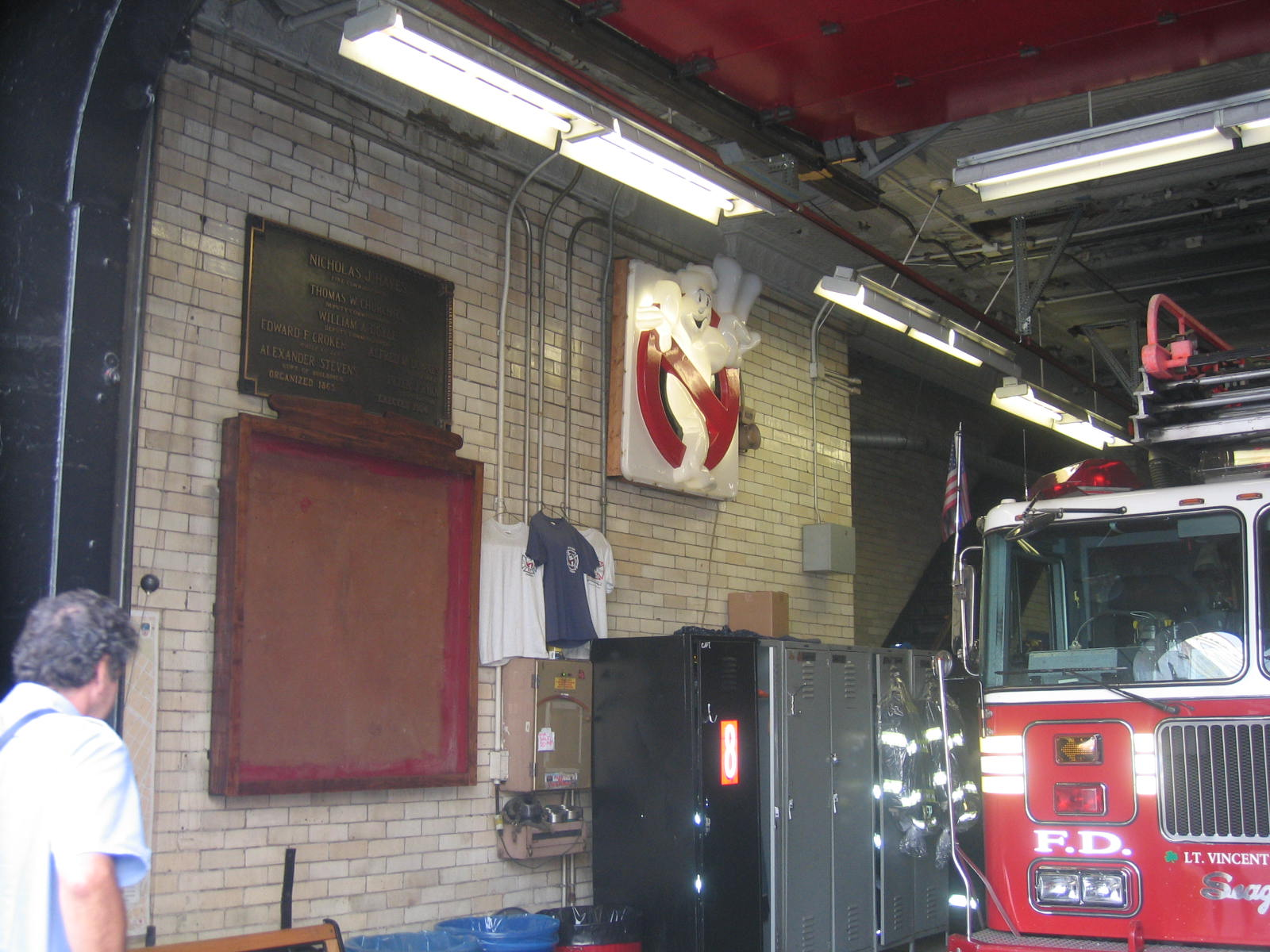
На стіні висить логотип "Мисливців за привидами" з другого фільму
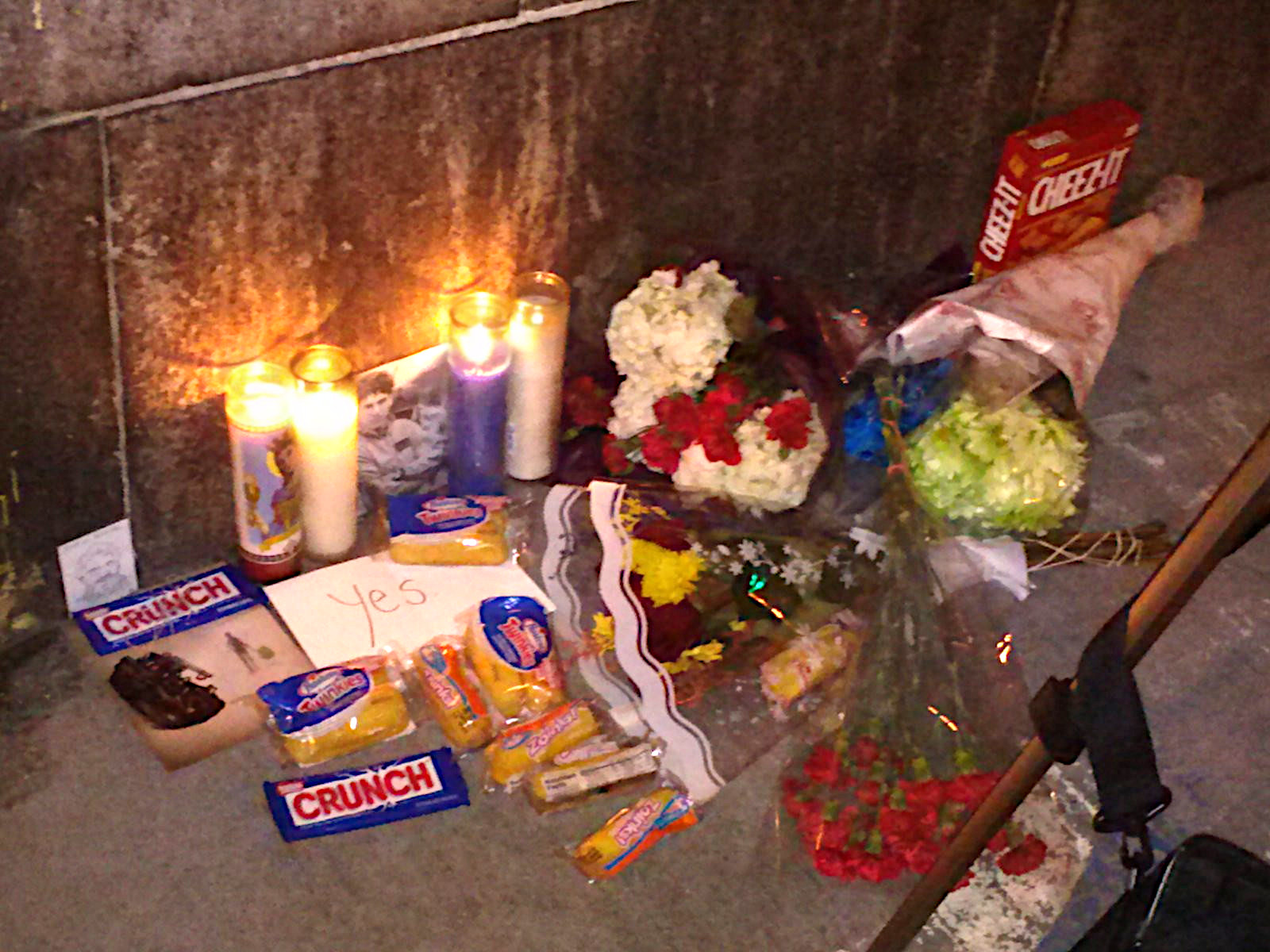
Меморіал актору фільму "Мисливці за привидами" Гарольду Рамісу біля пожежної станції.
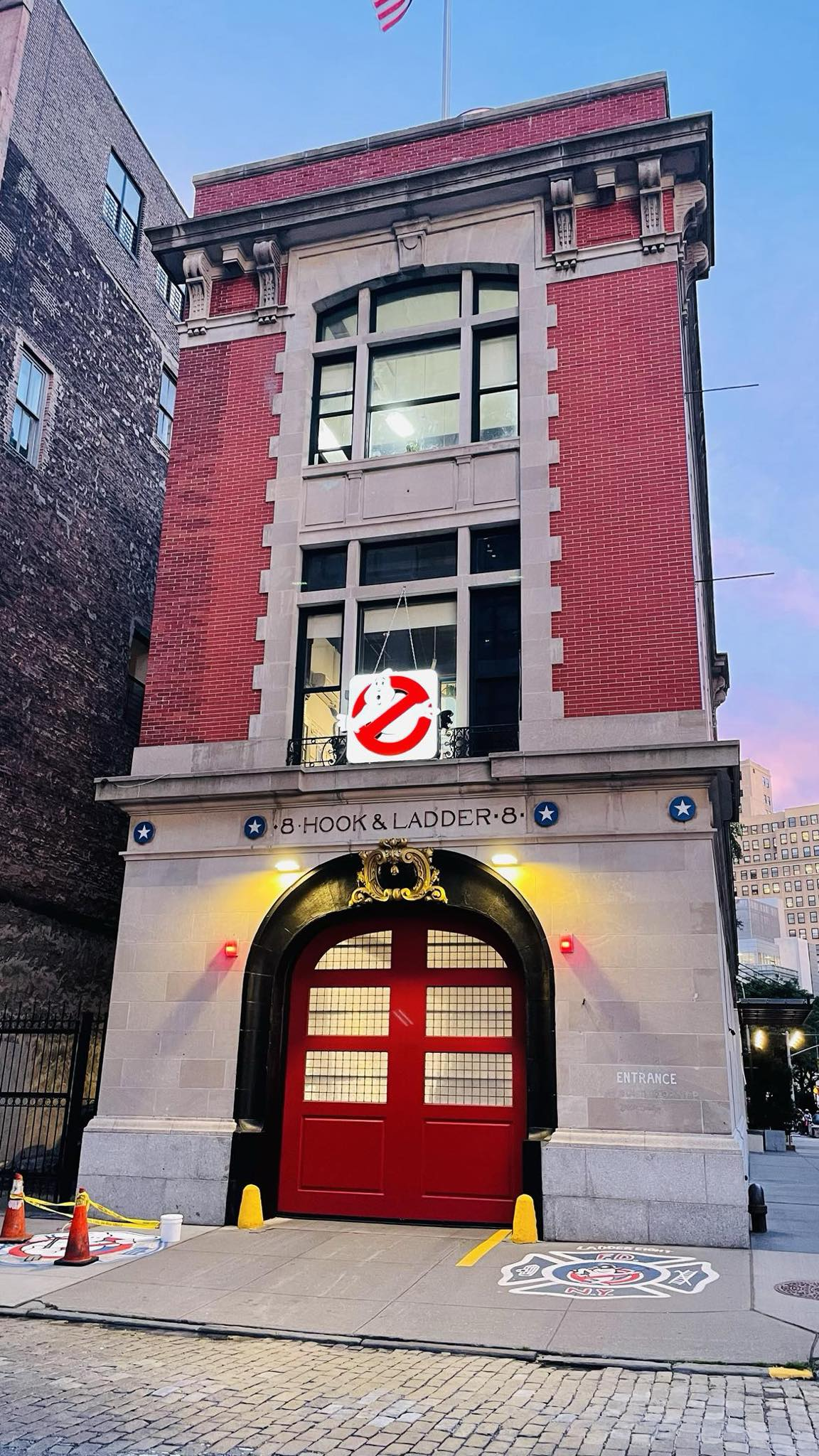
Вивіска "Мисливці за привидами", подарована фанатами через збір коштів. Червень 2022